# Biografielijst Rw

## Rwa
- Louis Rwagasore (1932-1961), Burundees politicus